# Avraham Arie Leib Rosen
Abraham Arie Leib Rosen (în ebraică:אברהם אריה לייב רוזן , în idiș:אברהם אריה לייב "לייבוש" ראזען, n. 10 aprilie 1870, Iahilnîțea, Raionul Ciortkiv, Regiunea Ternopil, Ucraina – d. 2 octombrie 1951, București, România) a fost un rabin ortodox român, originar din Galiția, autor de response rabinice, care a fost în 1903-1916 rabin la Buhuși, de asemenea rabin și judecător religios la Moinești,  între 1916-1941 rabin și dayan, av beit din al evreilor din Fălticeni. Era cunoscut și cu titlul de rabin gaon. În timpul regimului lui Ion Antonescu s-a refugiat din Moldova la București. Fiul său mai tânăr, Moses Rosen a fost în 1948-1994 șef rabinul evreilor din România.
O parte din responsele lui rabinice au fost publicate înaintea Primului război mondial în volumele „Shaagat Arie” (Răgetul leului - titlu care se asociază, după obiceiul autorilor rabinici, cu numele autorului - Arie însemnând „leu”) ) și „Beer Avraham” (Făntâna lui Avraham).Restul scrierilor sale, inclusiv cartea „Eitan Arie” au fost editate mai tarziu de către ginerele său, Zeev Wolf Gottlieb, șef rabin al evreilor din Scoția.

## Biografie
Avraham Arie Leib Rosen s-a născut în 1870 ca supus austro-ungar la Iahilnâțea 
lângă Ciortkiv (Ciortkov) în Podolia, Regatul Galiției și Lodomeriei (posesiune a Coroanei Austriei (Cisleithania)) (astăzi in districtul Ternopol din Ucraina).
Tatăl său era rabinul Nahman Tzvi Rosen, cunoscut ca „Yelinger Zeide” (Bunicul din Yaghelnița), hasid al marelui rabin (admorul sau țadicul) din Ciortkov, David Moshe Friedman (RaDaM). Mama lui era Hania Yute Hinda născută Oierbach (Auerbach), fiica rabinului Nahman Zeev Oierbach din Monstrici (Monastîrîska).În copilărie Rosen s-a distins în învățătura religioasă iudaică și a corespondat cu rabini renumiți.
În 1901 Rosen a fost ales ca rabin al evreilor din Buhuși și doi ani mai târziu a fost invitat să conducă comunitatea Moinești. În jurul păstoririi sale s-au ivit unele controverse, fiind contestat de un grup de credincioși care se autointitula „Kahal Adat Yeshurun”, și care susținea că slujba de rabin ar fi trebuit să fie moștenită de fiul rabinului anterior.
Prima sa soție a fost Sara, fiica rabinului Haim Yehoshua, care, la rândul său, era fiul rabinului Shmaryahu, dayanul din Mosti Vielka, și nepot al al rabinului Shmaryahu din Kaminka 
Cu soția sa, Sara, a avut un fiu, Eliyahu Rosen, care a fost mai târziu rabin al evreilor din Oswiecim  
(Auschwitz) în sudul Poloniei, precum și o fiică Clara (Libșe), devenită, ulterior, prin căsătorie Haia Libșe Bombach și care a trăit la Lvov.
Dupa moartea soției, rabinul Rosen s-a căsătorit cu Toiva, fiica rabinului Simha Yoel Laxner din Potik. Cuplului i s-au născut trei copii:o fiică mai mare, Lea, un fiu - David Moshe, cunoscut mai târziu ca Moses Rosen, șef rabinul evreilor din România și încă o fiică, Bracha (Betty), care s-a măritat mai tărziu cu un tânăr rabin vienez, Zeev Wolf Gottlieb, care a ajuns mai apoi dayan la Liverpool și la Glasgow, și șef rabin al evreilor din Scoția. 
În 1916 Rosen a fost ales rabin al evreilor din Fălticeni, unde a rămas și activat vreme de 25 ani, între altele, la Sinagoga Habad din oraș.
În 1929 a luat parte la congresul Mișcării politice religioase Agudat Israel la Viena.
În urma prigoanei antievreiești în nordul Moldovei Rosen a părăsit în 1941 Fălticeniul refugiindu-se la București, unde locuia fiul său Moses. La București Rosen a activat ca rabin al sinagogilor Malbim, A.L.Zissu, al sinagogii de pe strada Mircea Vodă și la sinagoga sa proprie pe strada Negru Vodă.
Fiul său cel mare, Eliyahu Rosen a pierit in Holocaustul evreilor din Polonia,împreună cu majoritatea coreligionarilor săi din oraș. Și fiica cea mare a lui Rosen, Haia Clara Libșe Bombach, a fost omorâtă de naziști la Lvov, împreună cu familia ei. 
Avraham Arie Leib Rosen a decedat la București în anul 1951. Mai târziu fiul său, șef rabinul Moses Rosen a obținut de la autoritătile comuniste române aprobarea pentru transferarea rămășițelor sale pământești spre îngropare în Israel. A fost înhumat la Cimitirul evreiesc Sanhedria din Ierusalim.

## Cărți
- 1905 – Shaagat Arie (Răgetul leului) - culegere de predici si Beer Avraham (Făntâna lui Avraham) - culegere de response (SHOT) שאגת אריה ובאר אברהם inclusiv necrologul scris în memoria rabinului din Ciortkov, David Moshe Friedmann הספד לזכר ,Shaagat Arie, Beer Avraha, pe situl HebrewBooks pe internet
- 1976 – Eitan Arie – response și înnoiri rabinice (Shot) editate de rabinul Zeev Wolf Gottlieb